# عمر الوكيل
عمر الوكيل (مواليد 14 مايو 1988) هو لاعب كرة يد مصري لفريق الزمالك والمنتخب المصري.
مثل مصر في بطولة العالم لكرة اليد للرجال 2019،بطولة العالم لكرة اليد للرجال 2021